# Tachytrechus albonotatus
Tachytrechus albonotatus är en tvåvingeart som först beskrevs av Friedrich Hermann Loew 1864.  Tachytrechus albonotatus ingår i släktet Tachytrechus och familjen styltflugor. Inga underarter finns listade i Catalogue of Life.